# Пијексемеки
Пијексемеки (фин. Pieksämäki, швед. Pieksämäki) је град у Финској, у источном делу државе. Пијексемеки припада округу Јужна Савонија, где град са окружењем чини истоимену општину Пијексемеки.

## Географија
Град Пијексемеки се налази у источном делу Финске. Од главног града државе, Хелсинкија, град је удаљен 305 км североисточно.
Рељеф: Пијексемеки се сместио у унутрашњости Скандинавије, у историјској области Савонија. Подручје града је равничарско до брежуљкасто, а надморска висина се креће око 120 м.
Клима у Пијексемекију је оштра континентална на прелазу ка субполарној клими. Стога су зиме оштре и дуге, а лета свежа.
Воде: Пијексемеки се развио на јужној обали језера Пјекса.

## Становништво
Према процени из 2012. године у Пијексемекију је живело 13.889 становника, док је број становника општине био 19.407.
| 1980. | 1990.  | 2000.  | 2012.  |
| ----- | ------ | ------ | ------ |
| -     | 16.569 | 15.378 | 13.889 |

Етнички и језички састав: Пијексемеки је одувек био претежно насељен Финцима. Последњих деценија, са јачањем усељавања у Финску, становништво града је постало шароликије. По последњим подацима преовлађују Финци (98,5%), присутни су и у веома малом броју Швеђани (0,1%), док су остало усељеници. Од новијих усељеника посебно су бројни Руси.